# The Desired Woman
The Desired Woman is een Amerikaanse dramafilm uit 1927 onder regie van Michael Curtiz. In Nederland werd de film destijds uitgebracht onder de titel Tropenkoorts.

## Verhaal
Diana Whitney trouwt met de Britse legerkapitein Maxwell. Wanneer hij wordt overgeplaatst naar een legerpost in de Sahara, lijdt Diana daar erg onder. Ze wordt er bevriend met de jonge luitenant Larry Trent, maar haar jaloerse echtgenoot zendt hem naar een afgelegen dorp. Hij stuurt ook luitenant Kellogg op een woestijnpatrouille. Kellogg krijgt tijdens de patrouille een zonnesteek en hij wordt gevonden door Larry. Hij brengt Kellog terug naar de legerpost en overreedt Diana om er met hem vandoor te gaan. Ze komt later terug op haar besluit en keert terug naar haar man. Larry schiet Kellogg dood en hij wordt tot een gevangenisstraf veroordeeld. Diana keert terug naar Londen en trouwt met haar oude vrijer Sydney Vincent. Hij gebruikt zijn invloed om Larry vrij te krijgen.

## Rolverdeling
| Acteur              | Personage             |
| ------------------- | --------------------- |
| Irene Rich          | Diana Maxwell         |
| William Russell     | Kapitein Maxwell      |
| William Collier jr. | Luitenant Larry Trent |
| Douglas Gerrard     | Fitzroy               |
| Jack Ackroyd        | Henery                |
| John Miljan         | Luitenant Kellogg     |
| Richard Tucker      | Sydney Vincent        |